# Climaciella semihyalina
Climaciella semihyalina là một loài côn trùng trong họ Mantispidae thuộc bộ Neuroptera. Loài này được Le Peletier de Saint Fargeau & Audinet-Serville in Latreille et al. miêu tả năm 1825.